# Учитељ (часопис)

## Учитељ: орган Учитељског удружења за образовање и васпитање
„Учитељ” je  часопис који је излазио у Београду у периоду од 1882. до 1941. године.  Све до почетка рата часопис је излазио редовно, да би 1914. био привремено обустављен, а са излажењем наставља поново обновљен 1920. године. Од 1923. године часопис има дуплу нумерацију годишта док су бројеви обележени свескама, излази као орган Југословенског учитељског удружења и од тада штампан на ћирилици и латиници. 1941. године, поново  услед рата „Учитељ” престаје да излази.

## О часопису
Први број „Учитеља” објављен је 20. јануара 1882. године. Као власник и издавач потписује се „Учитељско удружење” и од првог броја часописа најављује се редовно излажење три пута месечно и позивају читаоци на претплату и слање рукописа. Претплата је достављана „Управи учитељског удружења” у Београду, а рукописи слати, плаћеним писмом, уредништву „Учитеља” у Београду, на адреси Савамалска улица бр. 6, уз напомену да се рукописи не враћају. Цена годишње претплате за Србију била је 8 динара, за пола године 4 и а за четврт 2 динара. Главни и одговорни уредник првог броја учитеља био је Никола Р. Поповић, учитељ. Једанпут недељно часопис је редовно излазио све до 1889. године, од када излази једном месечно. У међувремену, тачније 1894/95. и 1902/03. године часопис је излазио и два пута месечно.

## Тематика
Пошто су државне школе у Србији постојале већ десетак година унатраг, часопис Учитељ је основан 80тих година XIX века са циљем да се скрене пажња на значај образовања, основних школа и учитеља који су радили у њима. У уводу за први број часописа тако се наводи да је неколико месеци пре првог броја неколико београдских учитеља покренуло идеју о уређењу целокупног учитељства у Србији и уз подстрек колега из унутрашњости склопило правила по којима ће радити „Удружење учитеља” до прве опште учитељске скупштине. Те, иако су многи сумњали, да би растерали сумњу, а у сврхе оснивања друштва, ово удружење је, са циљем афирмисања духовног развитка, заједничким снагама у децембру 1979 године, покренуло иницијативу за почетак објављивања листа удружења. Тако је настао „Учитељ”, као представник и огледало снаге и духовне моћи учитељства. 
Пошто основној школи није циљ да стручно обрзује своје ђаке за одређене послове, већ да им првенствено негује ум, вољу, здравље и осећања, односно првенствено она добра, која су неопходна свима без разлика, као основна дужност часописа „Учитељ” декларисана је одговорност да говори о учитељу као наставнику и васпитачу, али и о свему ономе што га чини таквим, као и о значају и важности овог занимања, те школе, али и о сметњама које се могу наћи на путу васпитања свих грађана Србије. Да би одговорио овим изазовима новоосновани часопис је укључио у своје тематско поље разматрања бројна питања из области методике и педагогике и њених дисциплина, затим питања везана за историјски развој васпитања у појединим периодима и код различитих народа, такође питање удруживања и рада појединих учитељских зборова, као и разна друга просветна питања. Тако да је овај лист, током бројних година колико је постојао, обрађивао различите дописе и белешке просвете, бавио се рецензијама дела која имају значај за учитеље и друге наставнике, али и објављивао прегледе других листова и приказе нових књига.
На крају увода првог броја часописа се наглашава и да лист Учитељ, као орган Учитељског удружења, „неће ни у једном питању бити слепи присталица само једног правца”, те да часопис не издају пет-шест истомишљеника у намери да шире само своје идеје, већ он иступа као збориште свих учитеља у Србији, који хоће да удруженом снагом помажу једни другима, материјално и духовно.

## Издања
Часопис „Учитељ” излазио је редовно од 1882. до 1914. године, када је због рата обустављен. Са редовним излажењем наставља обновљен 1920. године, а од ове године часопис се појављује са упоредним насловом на словеначком језику. Од 1931/32. године часопис је штампан наизменично на ћирилици и латиници. 
Током свог излажења часопис „Учитељ” променио је неколико поднаслова, па је тако од 1891/92. године излазио са поднасловом „Педагошко књижевни лист. Орган Учитељског удружења”, да би од 1906/07. носио поднаслов „Орган Учитељског удружења у Краљевини Србији и свих српских учитеља”, па од бр. 1 1920. године поднаслов „Педагошки часопис за стручно усавршавање учитеља и школски живот”, да би од 1936/37. године поднаслов гласио „Педагошко социјални часопис Југословенског учитељског удружења”.

## Штампа
Током своје дуге историје часопис „Учитељ” променио је велики број штампарија. Од почетка излажења штампан је у „Краљевској српској државној штампарији”, да би током 1894/95. године променио пар штампарија, те био штампан у „Штампарију Петра Танасковића” и „Парној радикалној штампарију”.  „Штампарија Петра Танасковића” наставља са штампом часописа све до бр. 1 из 1898/99. године када са штампом почиње „Државна штампарија Краљевине Србије”. Већ од броја 8 исте године штампу преузима „Парна радикална штампарија”, а касније 1900/01. од броја 1 часопис штампа „Штампарија Павловића и Стојановића”. Од броја 1 (1901/02) часопис поново штампа „Државна штампарија Краљевине Србије”, а потом редом од бр. 1 (1902/03) „Штампарија Светозара Николића”; затим од бр. 1 (1906/07) „Нова штампарија Давидовић”; од бр. 1 (1911/12) штампарија "Доситеј Обрадовић"; од бр. 1 (1920) „Штампарија К. Грегорића”; од бр. 3 (1920) „Штампарија "Љубомир" Милана Б. Вељковића”; од бр. 1 (1920/21) штампарија "Св. Сава";  од бр. 1 (1928/28) штампарија "Привредник".